# 君川丸 (特設水上機母艦)
君川丸（きみかわまる）は、川崎汽船の神川丸型貨物船の三番船。太平洋戦争では特設水上機母艦、特設運送船として運用され、アメリカ潜水艦の攻撃で撃沈された。

## 概要
川崎汽船が掲げた優秀船隊整備計画の一隻として、1937年（昭和12年）7月15日に川崎造船所で竣工した。神川丸、聖川丸、君川丸、國川丸の四姉妹船は、『神聖君国』の四文字に川崎汽船の『川』を加えて命名された。当初艦内神社はなかったが、特設水上機母艦になった際、宇宿主一(君川丸)艦長が市川主計長に相談。そこで市川主計長の父が宮司を務める川崎稲毛神社（主祭神武甕槌神）を奉斎することになった。
竣工後はニューヨーク航路に配され、さらにはイタリアまで足を伸ばした。しかし、第二次世界大戦の勃発により商業航海の規模は縮小の一途をたどる。1941年（昭和16年）7月6日に日本海軍に徴傭されて特設水上機母艦となり、7月25日に入籍する。1941年7月25日に第五艦隊が編成され、「君川丸」も編入された。「君川丸」の編入日は不明だが、9月1日以前ではある。また、9月1日時時点では第二十一戦隊に所属。12月3日、「君川丸」は第二十一戦隊から除かれ第五艦隊附属となった。同日、「君川丸」は厚岸に進出。12月8日には幌筵へと進出した。
太平洋戦争開戦後は主に北方で哨戒や偵察に従事した。
開戦時は幌筵東方の飛行哨戒、次いで新知島、単冠湾視察を実施。12月16日に厚岸に帰着し、それから大湊へ移動して12月19日に同地から九四式水上偵察機4機を小笠原方面の対潜作戦強化ために派遣した。「君川丸」は厚岸に戻っていたが、米機動部隊策動への懸念から「君川丸」にも哨戒が命じられ、室蘭経由で八戸へ移り同地で1942年1月7日に飛行機を収容（小笠原へ派遣の飛行機が八戸付近に不時着していた）後、哨戒線に向かった。敵は発見されず、「君川丸」は1月18日に厚岸に帰着。続いて1月19日に厚岸から出航すると幌筵方面の飛行哨戒やアバチャ湾方面の飛行偵察を行い1月29日に厚岸に帰着した。2月2日からは横須賀で整備。その後、2月22日にオリガ湾、2月27日にはカムチャッカ半島のボルシェレックの飛行偵察を行った。3月7日には松輪島、天寧の航空基地調査を行い、3月10日から3月16日までは厚岸にあって飛行哨戒を実施。その後は大湊で整備を行ない、完了後厚岸に戻った。4月11日、射出機故障のため厚岸から舞鶴へ向け出発。修理完了後、5月3日に厚岸に戻った。
アリューシャン作戦発動後は水上機部隊を編成し、第四航空戦隊の空母龍驤、隼鷹が第五艦隊指揮下にあった時期を除いて、北方で唯一の艦隊航空戦力だった。7月3日にアガッツ島沖で爆撃を受けて損傷し、横浜にて修理が行われた。以後も横須賀とアリューシャン方面を往復して哨戒行動や航空機輸送で活躍する。第五艦隊時に施されていた迷彩塗装は、福井静夫の手による相良丸（日本郵船、7,189トン）の迷彩塗装と並び、残されている写真の多さもあり有名である。1943年（昭和18年）5月上旬、横須賀を出港して北方方面へ移動中、アメリカ潜水艦に襲撃され右舷後方から魚雷3本を撃たれるが、かろうじて回避に成功した。
その後、1943年（昭和18年）10月1日付で特設運送船（甲）に類別変更され、11月18日から12月22日まで佐世保海軍工廠で特設運送船としての艤装工事を行った。
12月27日昼ごろ、2隻の掃海艇の護衛で特設運送船護国丸（大阪商船、10,438トン）とともに潮岬沖を東航中、アメリカ潜水艦トートグの攻撃を受け、発射された6本の魚雷のうち1本が六番船倉に命中し、舵と推進器を破壊して3つの船倉に浸水し大破した。また、逸れた5本の魚雷のうち1本が、付近にあった漁船に命中してこれを粉砕した。袋港（串本町）に避難の後神戸港に曳航され、1944年（昭和19年）1月4日から6月24日まで、川崎重工業、次いで日立造船桜島工場で修理が行われた。修理完了後、便乗者1,100名と軍需品を搭載し、ヒ69船団に加入して昭南（シンガポール）に向かった。7月13日16時に六連島沖を出港した船団は、東シナ海を縦断して台湾海峡を通過して高雄に立ち寄り、昭南行とマニラ行に分離する予定であったが、加入船に故障が相次いだ上に悪天候にも見舞われたので、高雄寄港を取りやめてマニラ寄港に切り替えることとなった。7月18日夕刻には雷撃を受けるが、回避する。7月20日にマニラに到着してマニラ止まりの加入船と別れ、7月25日早朝に出港して7月31日に昭南に到着した。帰途はヒ74船団に加入する予定であったが、不具合が生じたのか陸軍タンカーはりま丸（石原汽船、10,045トン）と差し替えられた。改めてヒ76船団に加入し、10月2日に昭南を出港する。しかし、10月8日に北緯14度05分 東経115度38分 / 北緯14.083度 東経115.633度の地点でアメリカ潜水艦ベクーナの雷撃で左舷後部を損傷し、マニラに回航されて応急修理を行った。
10月20日23時40分、マタ30船団に加入して高雄に向かう。この時の積載品は正確には不明だが、ヒマの実があったという証言がある。船団の行く手は悪天候あり、潜水艦が多く伏在しているルソン島西岸部およびバシー海峡ありと前途は多難であった。10月23日正午ごろ、潜望鏡らしきものを発見して他の加入船に警戒を呼びかけた。それからおよそ5時間半過ぎた15時38分頃、アメリカ潜水艦ソーフィッシュがマタ30船団に接触。ソーフィッシュは2時間弱の追跡の後、17時24分に魚雷を5本発射。間もなく左舷後部に1本ないし4本が命中し、2分30秒で沈没した。船員24名が戦死した。
12月10日に除籍および解傭された。

## 艦長等
艦長
- 青木節二 大佐：1941年7月25日[48] - 1941年10月1日[49]
- 宇宿主一 大佐：1941年10月1日[49] - 1942年8月20日[50]
- 八島元徳 大佐：1941年10月1日[49] - 1943年8月20日[51]
- 小橋義亮 大佐：1943年8月20日[51] - 1943年10月1日

指揮官
- 小橋義亮 大佐：1943年10月1日 -

## 姉妹船
- 神川丸
- 聖川丸
- 國川丸
- 宏川丸

## 2代目
太平洋戦争後に川崎汽船の神川丸型貨物船（二代目）の二番船として同名の二代目船が建造されている。1951年（昭和26年）に竣工後、北米航路で活躍。1972年（昭和47年）にパナマのDabaibe Orient Shipping Co. S. A.に売却されWelfare No.2に改名したが、2年後の1974年（昭和49年）に座礁事故により船体切断し沈没した。